# Надзвучни набојномлазни мотор
Надзвучни набојномлазни мотор (енгл. Scramjet) врста је набојномлазног мотора, у коме се сагоревање одвија у надзвучном струјању ваздуха. Као у набојномлазног мотору, рад суперсоничног набојномлазног мотора се заснива на великој брзини кретања летелице – носача за принуду сабијања ваздуха, који се уводником уводи у комору за сагоревање (отуда и назив набојномлазни), али за разлику, обични набојномлазни мотор успорава ваздух на подзвучно струјање испред коморе сагоревања, док је струјање ваздуха с надзвучним брзинама дуж целог надзвучног набојномлазног мотора. Ово обезбеђује велику ефикасност надзвучним набојномазним моторима на изузетно великим хиперсоничним брзинама лета.
Надзвучни набојномлазни мотор, састоји се од три основне компоненте: конвергентног усисника, где се улазни ваздух сабија, коморе сагоревања, где смеша ваздуха и горива сагорева развијајући топлоту и дивергентне млазнице, где се врели сагорели гасови убрзавају и повећава им се количина кретања, што производи потисак. За разлику од типичног млазног мотора, као што је турбомлазни или двопроточни, надзвучни набојномазни мотор не користи покретне делове за сабијање ваздуха, већ динамички притисак услед брзине летелице, која се креће великом брзином кроз атмосферу. Класични турбомлазни мотор захтева улазне лопатице, вишестепене обртне дискове компресора и вишестепене турбинска обртна кола и дисковеве, од којих сви додају тежину, комплексност и већи број отказа на мотору.
Због карактеристика пројекта, употреба надзвучног набојномлазног мотора је ограничена на брзинама блиским хиперсоничним. Како нема механички компресор, овај мотор захтева велику кинетичку енергију протока ваздуха кроз усисник у коме се сабија. Тако, када надзвучни набојномлазни мотор погони летелицу, почетно мора бити убрзано до жељене брзине (обично око М = 4) са неким другим погонским средством, као што су турбомлазни, или ракетни мотор. Тако је експериментални надзвучни набојномлазни мотор погонио авион Боинг X-51A, који је попео на надморску висину лета авион Боинг B-52 стратофортрес, пре него што је пуштен и убрзан одвојивом ракетом на близу М = 4,5. У мају 2013. године, на другом лету је остварена брзина адекватна Маховом броју већем од М = 5,1.
Док је надзвучни набојномлазни мотор концептуално једноставан, стварна његова примена је ограничена екстремним техничким изазовима. Хиперсонични лет у атмосфери ствара огромни отпор, а загревање структуре летелице и мотора је много велико у односу на околни ваздух. Одржавање сагоревања у надзвучном струјању представља додатан изазов, као и проблем убризгавања гориво у тим условима, паљење и сагоревање мешавине у трајању милисекуни. Док је технологија надзвучних набојномлазних мотора у развоју још од педесетих година 20. века, тек је недавно, у марту 2004. године, први пут успешно остварен хиперсонични лет.

## Историја
Током Другог светског рата, огромно време и труд су утрошени у истраживање постизање великих брзина са млазним - ракетним погоном авиона, претежно од стране Немаца. После рата, САД и Велика Британија су преузели неколико немачких научника и резултата у истраживању војних технологија кроз Операцију спајалица, у циљу стављања већег нагласка на сопствени развој наоружања, укључујући и млазних мотора. Бел X-1 је постигао надзвучне брзине у лету у 1947. године, а до раних шездесетих година прошлог века, брз напредак у повећању брзина авиона је наметнуо идеју да би будући оперативни авиони могли летети и на хиперсоничним брзинама, у року од неколико година. Осим специјализованог ракетног истраживања летелица, попут Норд Американ X-15 и других свемирских летелица са ракетним погоном, постизани су рекорди у брзини авиона, углавном у опсегу М = од 1 до 3.
Током педесетих и шездесетих година прошлог века, експериментални надзвучни набојномлазни мотори су интегрисани у летелице и испитивани у Америци и Великој Британији. У 1964. години, др Фредерик С. Билиг и др Гордон Л Дугер пријавили су патент за процес сагоревања надзвучног набојномлазниг мотора, на основу чега је Билиг одбранио и докторску тезу. Овај патент објављен је у 1981. године, након укидања уредбе о тајности.
У 1981. години вршена су испитивања у Аустралији под вођством професора Реј Сталкер.
Прво успешно испитивање у лету са погоном надзвучним набојномлазним мотором извршели су Руси у 1991. години. Летелица је била осносимметрична, гориво водоник – погоњена удвојеним – обликом погоном рада надзвучног набојномлазног мотора развијеног од стране Централног института за ваздухопловне моторе (ЦИАМ), у Москви у касним седамдесетим годинама прошлог века. Надзвучни набојномлазни мотор је испитиван у лету као погон ракете земља -ваздух СА - 5, познато као Хиперсонична летећа лаборатори. Затим од 1992. до 1998. године, реализовано је додатних 6 летова у функцији испитивања погона ракете надзвучним набојномлазним мотором, на великим брзинама, заједно са Француском, а затим са NASA. Постигнута је максимална брзина лета већа од М = 6,4, постигнут је надзвучним набојномлазним мотором у току 77 секунди. Ова летна испитивања обезбеђују увид у аутономним проблемима летења хиперсоничних брзинама.

### Напредак после 2000.
После 2000. године, остварен је значајан напредак у развоју технологије у области надзвучног набојномлазног мотора.
Америчка финансијска улагања у истраживање и развој, вероватно су највећа. Истраживачко развојни тим Хипер-X тврди да први лет X-43A са погоном надзвучног набојномлазног мотора са пуним аеродинамичким командним површинама летелице у 2004. години, отвара ново поглавље. Међутим, први део испитивања има намену доказа рада надзвучног набојномлазног мотора у атмосфери, као заједнички британски и аустралијски пројекат.
Пројекат Хишот се односи на надзвучно набојномлазни мотор, који је демонстриран 30. јула 2002. године. Радио је ефикасно и показао надзвучно сагоревање у лету. Међутим, он није пројектован да се оперативно користи за погон летелица. Пројектован је више или мање као демонстратор дотичне технологије.
Амерички војни научни ценар (енгл. Defense Advanced Research Project Agency, DARPA) 15. јуна 2007. године је, у сарадњи са аустралијском институцијом за науку и технологију (DSTO), најавио успешан лет на М = 10, надзвучним набојномлазним мотором, са помоћним ракетним мотором за повећаље брзине експерименталне летелице на хиперсоничне брзине.
Серија испитивања надзвучних набојномлазних мотора су завршени у NASA - грејање при раду на симулираним условима лета на брзинама којима одговара М = 8. Ови експерименти су коришћени да подрже програм HIFiRE Лет 2.
Одржан је први успешан пробни лет, 22. маја 2009. године, неког ваздухоплова у оквиру HIFiRE. Лансирање је било једно од 10 планираних пробних летова. Та испитивања су део заједничког истраживачког програма између науке и технологије организације одбране и америчком ваздухопловства, означеног као Хиперсонични међународни истраживачки летови експериментисања (HIFiRE). HIFiRE истражује хиперсоничну технологију (студија је за брзине лета преко пет пута веће од брзине звука) и примену резултата на напредним надзвучним набојномлазним моторима, за погон свемирских летелица - циљ је да се подржи нови Боинг X-51, демонстраиор надзвучног набојномлазног мотора, а такође да се изгради јака база података летних испитивања за брзу - реакцију за развој хиперсоничног ударног оружја.
Аустралијски и амерички научници одбране успешно су испитали хиперсоничну ракету (HIFiRE), 22. и 23. марта 2010. године. Иста је достигла брзину у атмосфери преко 5.000 km на сат, после лансирања у Јужној Аустралији.
После 2000. године, остварен је значајан напредак у развоју технологије у области надзвучног набојномлазног мотора.
NASA је успешно реализовала лет авиона Боинг X-51A, 27. маја 2010. године, када је за око 200 секунди постигнут М = 5, постављајући нови светски рекорд хиперсиничне брзине лета авиона. Боинг X-51A је изгубио контролу летео је самостално, изгубио је убрзање из непознатог разлога и уништен је по плану. Пробни лет је проглашен успешним. X-51A је лансиран са авиона Боинг B-52, убрзан на М = 4,5, помоћу ракетног мотора на чврсто гориво, а затим је укључен надзвучни набојномлазни мотор Пратт & Витнеј Рокедајн да би постигао М = 5, на висини од 70.000 метара. Међутим, други лет 13. јун 2011. године, се прерано завршио рад мотора, није се успело његово прекључење на основно гориво JP7, те није могао постићи пуну снагу.
Аустралијски научници су успешно доказали, 16. новембра 2010. године, да при протоку великом надзвучном брзином не може природно да се упали смеша и да гори у надзвучном набојномлазном мотору, већ се иста може потпалити помоћу импулсног ласерског извора.
Испитивање у лету Боинг X-51A није успело 15. августа 2012. године. Покушај да лети, погоњен надзвучним набојномлазним мотором, на платформи авиона Боинг B-52, дуже време на М = 6 прекинут је, када је само после 15 секунди од почетка лета беспилотна летелица Боинг X-51A изгубила контролу и разбила се, срушила се у Тихи океан северу - западно од Лос Анђелеса. Узрок неуспеха је приписан неисправности командног пераја.
У мају 2013. године је беспилотна летелица Боинг X-51A постигла брзину од 4.828 km/h (М = 5,1), у току лета у трајању од три минута, погоњеном надзвучним набојномлазним мотором. X-51A је одвојена од авиона Боинг B-52 на висини од 50.000 метара, а затим убрзана до М = 4.8 ракетним мотором на чврсто гориво, који се затим одвојио, пре него што је укључен надзвучни набојномлазни мотор.
Амерички сателит, за надзор, приметио је хиперсонични летећи објекат, при брзини М = од 5 до 10 на око 100 km висине, 9. јануара 2014. године. После кинеског саопштења прелиминарно је означен овај објекат са WU-14. У првој фази ова беспилотна летелица је постигла оперативну висину и брзину војног пројектила дугог домета.
Локид Мартин SR-72 је беспилотни, хиперсоничан авион, намењен за обавештајне задатке, надзор и извиђање, а предлаже га Локид Мартин да наследи SR-71 блекбирд. По чињеницама да је беспилотни, неуочљив и да лети у домену хиперсоничних брзина, може се сматрати да представља увод у борбене авионе 6. генерације.
Локид Мартин сматра да је њихов предлог авиона 6. генерације, базиран на изузетно великој брзини, ефикаснији да продре у брањени ваздушни простор противника од авиона 5. генерације, који се првенствено заснива на неуочљивости и ефикаснији је од примене беспилотних летелица. Развој авиона SR-72 је потврђен 1. новембра 2013. године, а непотврђене информације о томе програму датирају још од 2007, када је обелодањено од извора из Локид Мартина да се развија авион који лети са брзином која одговара М = 6.
SR-72 користи за погон моторе, турбомлазни и надзвучни набојномлазни, по принципу комбинованованог циклуса, турбомлазни ради на малим брзинама, а на суперсоничним и хиперсоничним надзвучни набојномлазни. На овај начин је континуално обезбеђен погон од нулте до великих хиперсоничних брзина авиона. У овој комбинација мотора се користи заједнички усисник и издувна цев, за турбинску и набојно млазну функцију, због смањења отпора и повећања рационалности, стим што су им засебни канали протока ваздуха (централни делови језгра).

## Пројекат
Надзвучни набојномлазни мотор је тип млазног мотора, заснива се на сагоревању горива и кисеоника, у функцији „производње“ потиска. Слично конвенционалном млазнох мотору, надзвучни набојномлазни мотор погони летелицу, која носе гориво у резервоарима, а добија кисеоник из атмосферског ваздуха (ракете носе гориво и оксидационо средство). Овај захтев ограничава надзвучни набојномлазни мотор да може бити погон летелици само атмосфери, где је садржај кисеоника у ваздуху довољан да одржи сагоревање.

### Основа принципа
Надзвучни набојномлазни мотор је пројектован да ради при хиперсоничним брзинама летелице, изван могућности турбомлазних мотора. Заједно са набојномлазним мотором попуњава јаз између високе ефикасности турбомлазних и високе ракетних мотора за велике брзине. Турбомлазни мотор је врло ефикасан при подзвучним брзинама, смањене су ефикасности у крозвучној и назвучној области брзина, лопатице компресора и турбине ограничавају турбомлазне моторе да струјање ваздуха и смеше кроз њих мора бити подзвучно. Док у тим условима проток на ниских крозвучним и надзвучним брзинама може бити успорен, а то на надзвучним брзинама доводи до огромног повећања температуре и губитка укупног притиска протока. На М = 3-4, турбомлазни мотор није више користан, а компресија у стилу принудног сабијања постаје смо пожељан метод.
Набојномлазни мотор користи карактеристике велике - брзине ваздуха, буквално сабија ваздух кроз усисник у комору сагоревања. На трансоничним и суперсоничним брзинама лета, ваздух у супротном смеру од лета није у стању да се креће кроз канал усисника, а сабија се у усиснику пре дифузног дела испед коморе. Сагоревање у набојномлазном мотору се одвија при подзвучној брзини смеше, као код турбомлазно мотора, али се продукти сагоревања затим убрзавају кроз конвергентно - дивергентну млазницу, на надзвучне брзине. Пошто нема механичка средства за реализацију компресије, набојномлазни мотор не може да почне рад из стања мировања, док не постигне довољну компресију са динамичким притиском надзвучног лета. Недостатак компликованог турбомлазног мотора омогућава набојномлазном да се носи са порастом температуре и успоравањем надзвучног протока до подзвучних брзина, али то се дешава у близини - хиперсоничних брзина лета, тада порасте температура и неефикасност, што успорава проток на ниво одговарајући набојномлазном мотору.
Надзвучни набојномлазни мотор ради на истим принципима као набојномлазни, али не успорава проток гасова на подзвучне брзине. Уместо тога, код надзвучног набојномлазног мотора је сагоревање смеше при надзвучном струјању: ваздух улазећи у усисник се успорава на нешто нижи Махов број за сагоревање, након чега се експанзијом убрзава на још виши Махов број кроз млазницу. Ограничавањем количине успоравања, температуре унутар мотора се подешавају на прихватљивом нивоу, зависно од издржљивости материјала и захтева за квалитетно сагоревање. Чак и при томе, технолошки услови у надзвучном набојномлазном мотору захтевају употребу високо-енергетских горива и активне принципе хлађења да би се обезбедио стабилан рад.

## Теоретска основа
Надзвучни набојномлазни мотор усисава долазећи ваздух под довољним укупним притиском за свој рад, има бризгаљке горива, комору за сагоревање и дивергентну експанзиону млазницу. Мотор може имати стабилизатор пламена, иако устаљене високе температуре то системски обезбеђују, али успоравају проток, фокусирајући густину таласа довољно високо за самоодрживо сагоревање.
Остали млазни мотори користе пирофорне адитиве горива, као што су силицијумова једињења, да би се превазишли ти проблеми. Често се користи изолатор између увођења ваздуха и коморе за сагоревање да би се продужило време рада мотора.
Код надзвучног набојномлазног мотора, кинетичка енергија усисаног ваздуха је велика у поређењу са ослобођеном енергијом сагоревања смеше горива и ваздуха. На брзини М = 25, допринос топлоте ослобођене сагоревањем је око 10% од енталпије протока флуида. Без обзира на гориво, кинетичка енергија ваздуха и теоријски корисне топлотне енергије из сагоревања смеше биће међусобно једнаке на брзини која одговара Маховом броју од око 8.
Дакле, пројекат суперсоничног набојномлазног мотора првенствено тежи циљу смањења отпора и повећавања потиска. Велике брзине отежавају контролу протока унутар коморе за сагоревање. Усисани ваздух струји надзвучном брзином, без ногућности повратног кретања - одлази у комору и учествује у процесу сагоревања. Није могуће подешавати потисак променом улазног пресека у комору сагоревања, неким од начина пригушења. Штавише, сва количина мешавине пролази надзвучном брзином кроз комору сагоревања смеше, која се меша минималним међусобним трењем (ваздух са горивом), расположиво је довољно време (иако је веома кратко) за сагоревање, а касније и за експанзију у млазници и генерисању потиска. Ово намеће јако ограничење на притисак и температуру тока и захтева ефикасно убризгавање и мешање горива. Оперативни притисци су у опсегу од 0.2-2 бара, при чему је:
| Динамички притисак: | {\displaystyle \ q={\frac {\rho \cdot v^{2}}{2}}\quad \longmapsto \quad } | Где су: - {\displaystyle \rho \,} – густина ваздуха - {\displaystyle \ v\,} – брзина |

Да би брзина сагоревања била константна, притисак и температура у мотору такође морају бити константни. То је проблематично, јер управљање протоком флуида који ово олакшава физички није могуће у надзвучном набојномлазном мотору лансиране летелице, због њене велике брзине и надморске висине лета, што значи да се иста мора допремити на висину која одговара његовој брзини. Јер се густина ваздуха смањује са висином, надзвучни набојномлазни мотор се мора с летелицом попети на одређену висину, летелица се убрзава да би се одржао константан притисак усисаног ваздуха. Овај оптимални профил пењања / понирања, зове се путања константног динамичког притиска. Сматра се да је надзвучни набојномлазни мотор оперативан до висине од 75 km.
Убризгавање горива и управљање је такође потенцијална област за деловање. Једна могућност би била да се гориво под притиском до 100 бара убацује турбо пумпом, загрејано кроз труп и послато од турбине комресора турбомлазног мотора, убрзава ваздух на веће брзине него што је у млазници. Ваздух и гориво струје у облику чешља, што генерише структура, која је значајан преносник. Турбуленција због веће брзине горива доводи до додатних мешања. Комплексно гориво, као што је керозин, захтева временски дуже трајање сагоревања у мотору.
Минимални Махов број, на коме могу да раде надзвучни набојномлазни мотори, ограничен је чињеницом да компримовани проток смеше мора бити довољно топао да се запали гориво, а да уједно има довољно висок притисак да реакција буде завршена пре него што напушта мотор. Поред тога, у циљу да се је стварно надзвучни набојномлазни мотор, компримовани проток флуида мора и даље бити надзвучне брзине и после сагоревања. Ова два ограничења се морају поштовати: Прво, од почетка успоравања компримованог надзвучног тока, ниво компресије мора бити довољно мали а почетна брзина довољно велика, да никако не успори гас испод М = 1. Ако гас, у оквиру надзвучног набојномлазног мотора, струји испод М = 1 мотор ће се гушити, преласком на подзвучно струјање смеше у комори сагоревања. Овај ефекат је познат међу експериментаторима надзвучних набојномлазних мотора, јер су таласи изазвани гушењем лако уочљити. Поред тога, нагли пораст притиска и температуре у мотору може да доведе до убрзања сагоревања, што доводи до експлозије коморе сагоревања. Друго, грејање сагоревањем гаса доводи до појаве брзине звука у њему, па се смањује реални Махов број, иако гас и даље путује истом брзином, али му се мења физикалност. Повећање брзине струјања ваздуха у комори за сагоревање при условима М = 1, назива се топлотно гушење. Јасно је, да надзвучни набојномлазни мотори могу чисто да раде на брзинама које одговарају М = 6-8, али у доњој граници, то зависи од дефиниције надзвучниих набојномлазних мотора. Свакако постоје пројекти где се набојномлазни претвара у надзвучни набојномлазни мотор, изнад опсега М = 3-6 (двоструки-мод надзвучног набојномлазног мотора). Међутим, у томе опсегу брзина, мотор и даље ствара значајан потисак од подзвучног сагоревања набојномлазног типа.
Експериментални сегмент истраживања и нумеричке методе моделирања процеса надзвучног набојномлазног мотора су још увек недовољно развијени. Објекти за експериментално истраживање су веома комплексни и скупи.
Већи број програма истраживања и развоја надзвучних набојномлазних мотора, а посебно домен експериментисања, остаје поверљив. Неколико група, укључујући америчку морнарицу, у периоду између 1968. и 1974. године, као и програм Хипер-X са и X-43A, тврде да су успешно демонстрирали технологију надзвучних набојномлазних мотора. Пошто ови резултати нису отворено објављени, они остају непроверени и коначан метод пројектовања надзвучних набојномлазних мотора још не постоји.
Примена надзвучних набојномлазних мотора вероватно ће бити у комбинацији са моторима који могу да раде ван њиховог радног опсега и да тако попуне ту празнину где је неопходно подзвучно струјање мешавине кроз мотор и сагоревање. Ти помоћни мотори ће вероватно бити ракетни (бустери) или турбомлазни. Комбинација погона, у ова два доста раздвојена опсега брзина летелица, биће обезбеђена са различитим типовима и принципа рада млазних мотора, тако да ће бити досегнута област хиперсоничних брзина, на којима ће се дуже користити надзвучни набојномлазни мотор.

## Предности и недостаци надзвучног набојномазног мотора

### Предности
- Не мора да носи кисеоник.
- Нема покретних делова и једноставна је производња.
- Има већи специфични импулс (специфични импулс {\displaystyle I_{sp}} представља дужину времена трајања једног килограма масе горива, за потисак од једног Њутна) од конвенционалног мотора, може да обезбеди између 1.000 и 4.000 секунди, док ракетни поседује до 600 секунди (види слику испод).[26]
- Већа брзина, коју обезбеђује, може да значи у будућности и јефтинији приступ свемиру.

### Специјално хлађење и материјали
За разлику од конвенционалних ракетних мотора да брзо и лети скоро вертикално кроз атмосферу, или турбомлазних или набојномлазних да лете са много мањим брзинама, хиперсоничне летелице оптимално лете депресивном путањом, то јест мора да прати путању која обезбеђује захтевани режим надзвучног набојномлазног мотора, остаје у атмосфери на хиперсоничним брзинама. Летелица са надзвучним набојномлазним мотором има најбољи потисак на осредњем тежинском односу уређаја, тако да његово убрзање је мало у поређењу са ракетним мотором. Стога је време остајања у атмосфери на надзвучној брзини значајно, претпоставља се 15-30 минута. По аналогији са термичком заштитом за аеродинамичко кочење Спејс шатла, током поновног уласка у атмосферу, термичка заштита такве летелице мора такође бити значајна. Време проведено у атмосфери ће бити дуже него за типичне свемирске капсуле, али краће од Спејс шатла.
Нови материјали нуде добру изолацију на високој температури, али они се често жртвују у процесу. Зато се студијама често планира активно хлађење, где расхладна течност циркулише кроз оплату летелице и спречава распадање структуре. Често је расхладна течност само гориво, на исти начин на који модерне ракете користе своје гориво и оксидансе као расхладно средство за њихове моторе. Сви системи хлађења су додатна тежина и сложеност. Хлађење надзвучног набојномлазног мотора, на овај начин, може да доведе до веће ефикасности. Топлота се преноси на гориво пре уласка у процес мотора, те због већих губитака у перформансама могу да превагну повећана сложеност и тежина.

### Перформансе летелице[27][28]
Перформансе лансирања система је сложен проблем и у великој мери зависи од његове тежине. Нормално летелице су пројектоване како би се повећао долет, полупречник орбите ({\displaystyle R}), или удео корисног терета ({\displaystyle \Gamma }), за дати мотор и гориво. То доводи до компромиса између ефикасности мотора (полетне тежине са горивом) и сложености мотора (полетне суве тежине), који се може математички приказати.
| Једначина: | {\displaystyle {\prod }_{e}+{\prod }_{f}+{\frac {1}{\Gamma }}=1\quad \longmapsto \quad } | Где су: - {\displaystyle {\prod }_{e}={\frac {m_{prazan}}{m_{poletna}}}} – однос масе празне и пуне летелице. - {\displaystyle {\prod }_{f}={\frac {m_{goriva}}{m_{poletna}}}} – однос масе горива и укупне пуне летелице. - {\displaystyle \Gamma ={\frac {m_{poletna}}{m_{korisna}}}} – однос масе пуне летелице и корисног терета. |

Надзвучном набојномлазном мотору се повећава маса {\displaystyle {\prod }_{e}}, у поређењу са ракетним, али се смањује маса горива{\displaystyle {\prod }_{f}}. То може бити тешко за одлуку које решење ће дати повећање корисне носивости {\displaystyle \Gamma }, од места лансирања до одредишта. Логика је за избор примене надзвучног набојномлазног мотора је да смањење горива смањује укупну масу за 30% (као пример), док се повећана тежина мотора доприноси повећању укупне масе летелице за 10%. Нажалост, неизвесност је у томе прорачуну било какве анализе уштеде на маси или промени ефикасности летелице толико велика да незнатно различите претпоставке могу да обезбеде једнако добре аргументе за или против избора надзвучног набојномлазног мотора за погон летелице.
Поред тога, аеродинамички отпор нове конфигурације мора се узимати у анализу и прорачун. Отпор укупне конфигурације се може сматрати као збир отпора свих доприноса на летелици {\displaystyle \ R_{x}}. Пораст отпора услед те интеграције ({\displaystyle \Delta \ {R_{x}}}) је допринос од носача и спрегнутог протока и аеродинамичке интеференције мотора – летелица, а функција је подешавања режима рада мотора.
| Математички приказано: | {\displaystyle \Delta \ {R_{x}}=\phi _{e}\cdot \ F\quad \longmapsto \quad } | Где су: - {\displaystyle \Delta \ {R_{x}}} – прираст отпора од интеграције - {\displaystyle \phi _{e}} – коефицијент губитака - {\displaystyle \ F} – потисак мотора без губитака |

За оптимално интегрисан мотор у аеродинамичко тело, у принципу може бити пад отпора ({\displaystyle \Delta \ {R_{x}}}) , у односу на отпор базне конфигурације.
Укупна ефикасност мотора {\displaystyle \eta _{0}}, може се бодовати као вредност између 0 и 1, у контексту специфичног импулса мотора.
| Енергетска ефикасност: | {\displaystyle \eta _{0}={\frac {\ g_{0}\cdot \ V_{0}}{\ h_{PR}}}\cdot \ I_{sp}={\frac {\ snaga\,\ od\,\ potiska\,}{\ hemijska\,\ energija\,}}\quad \longmapsto \quad } | Где су: - {\displaystyle \ g_{0}} – гравитација на површини земље - {\displaystyle \ V_{0}} – брзина летелице - {\displaystyle \ I_{sp}} – специфични импулс - {\displaystyle \ h_{PR}} – топлота од сагоревања |

Специфични импулс се често користи као јединица ефикасности за ракете. Код ракете, постоји директна веза између специфичног импулса, специфичне потрошње горива и брзине издувних гасова. Ова директна веза није генерално присутна код мотора који усисавају ваздух, па се такав појам импулса мање користи у литератури. Треба имати на уму да су код мотора који усисавају ваздух {\displaystyle \eta _{0}} и {\displaystyle \ I_{sp}} у функцији брзине лета (динамичког притиска).
Специфични импулс ракетног мотора је независан од брзине, и заједничке вредности су између 200 и 600 s (450 s, за главне моторе Шатла). Специфични импулс за надзвучни набојномлазни мотор варира са брзином, смањује се при већим брзинама, почетни је у око 1.200 s, иако се вредности у литератури међусобно разликују.
За једноставан случај, једно степене летелице, може се изразити преко масе делова горива:
{\displaystyle \Pi _{f}=1-\exp \left[-{\frac {\left({\frac {V_{poletna}^{2}}{2}}-{\frac {V_{i}^{2}}{2}}\right)+\int {g}\,dr}{\eta _{0}\cdot \,h_{PR}\cdot \left(1-{\frac {\ {R_{x}}+\Delta \ {R_{x}}}{F}}\right)}}\right]\quad \longmapsto \quad \Pi _{f}=1-\exp \left[-{\frac {g_{0}\cdot \,r_{0}\cdot \,\left(1-{\frac {1}{2}}{\frac {r_{0}}{r}}\right)}{\eta _{0}\cdot \,h_{PR}\cdot \,\left(1-{\frac {\ {R_{x}}\,+\Delta \ {R_{x}}\,}{F}}\right)}}\right]\quad \longmapsto \quad }
| {\displaystyle \Pi _{f}=1-\exp \left[-{\frac {g_{0}\cdot \,R}{\eta _{0}\cdot \,h_{PR}\cdot \,\left(1-\phi _{e}\cdot \,\right)\cdot \,{\frac {C_{z}}{C_{x}}}}}\right]\longmapsto } | сажето: | {\displaystyle \Pi _{f}=1-e^{-BR}\longmapsto } | Где су: - {\displaystyle \ B={\frac {g_{0}}{\eta _{0}\cdot \,h_{PR}\cdot \,\left(1-\phi _{e}\right)\cdot \,{\frac {C_{L}}{C_{D}}}}}} - {\displaystyle \ C_{z}\,} – коефицијент узгона - {\displaystyle \ C_{x}\,} – коефицијент отпора |

Ова изузетно једноставна формула, користи се за потребе дискусије и претпоставља:
- летелицу једног степена и
- да иста нема аеродинамички узгон за успон кроз атмосферу.

Међутим, не условљава врсту погона, већ генерално важи за све врсте мотора.

### Почетни захтеви погона
Надзвучни набојномлазни мотор не може да произведе ефикасан потисак ако није на великој брзини лета, потребна је брзина око 5 пута већа од брзине звука (М ~ 5), мада у зависности од пројекта може и на мањој. Хоризонтално полетање авиона ће се морати одвијати двопроточним турбомлазним мотором или ракетним који се после употребе одбацује, довољно великим за постизање захтеване брзине. Такође, потребно је гориво за те моторе, плус повезивање тих мотора структуром и система управљања с њима. Двопроточни турбомлазни мотори су тешки и не могу лако да пређу границу од око М = 2-3, па је још један начин погона неопходан за постизање оперативне брзине надзвучног набојномлазног мотора. То би могао бити набојномлазни или ракетни. Они ће такође морати имати свој посебан довод горива, структуру и системе. Многи предлози за прву фазу погона су на располагању, међу којима су доста изгледни ракетни мотори на чврсто гориво, што у великој мери поједностављује пројекат.

### Проблеми испитивања
За разлику од млазних или ракетних мотора, који могу бити испитани на терену, развојна и верификациона испитивања надзвучних набојномлазних мотора захтевају изузетно скупе објекте (коморе), или скупе летелице које се лансирају. Оба решења изискују високе трошкове опремања. Испитивања, за која се користе испитне летелице, по правилу се завршавају деструкцијом целог склопа опитног мотора, опреме и летелице.